# Canonbury
Canonbury is een wijk in het Londense bestuurlijke gebied Islington, in de regio Groot-Londen.

## Galerij

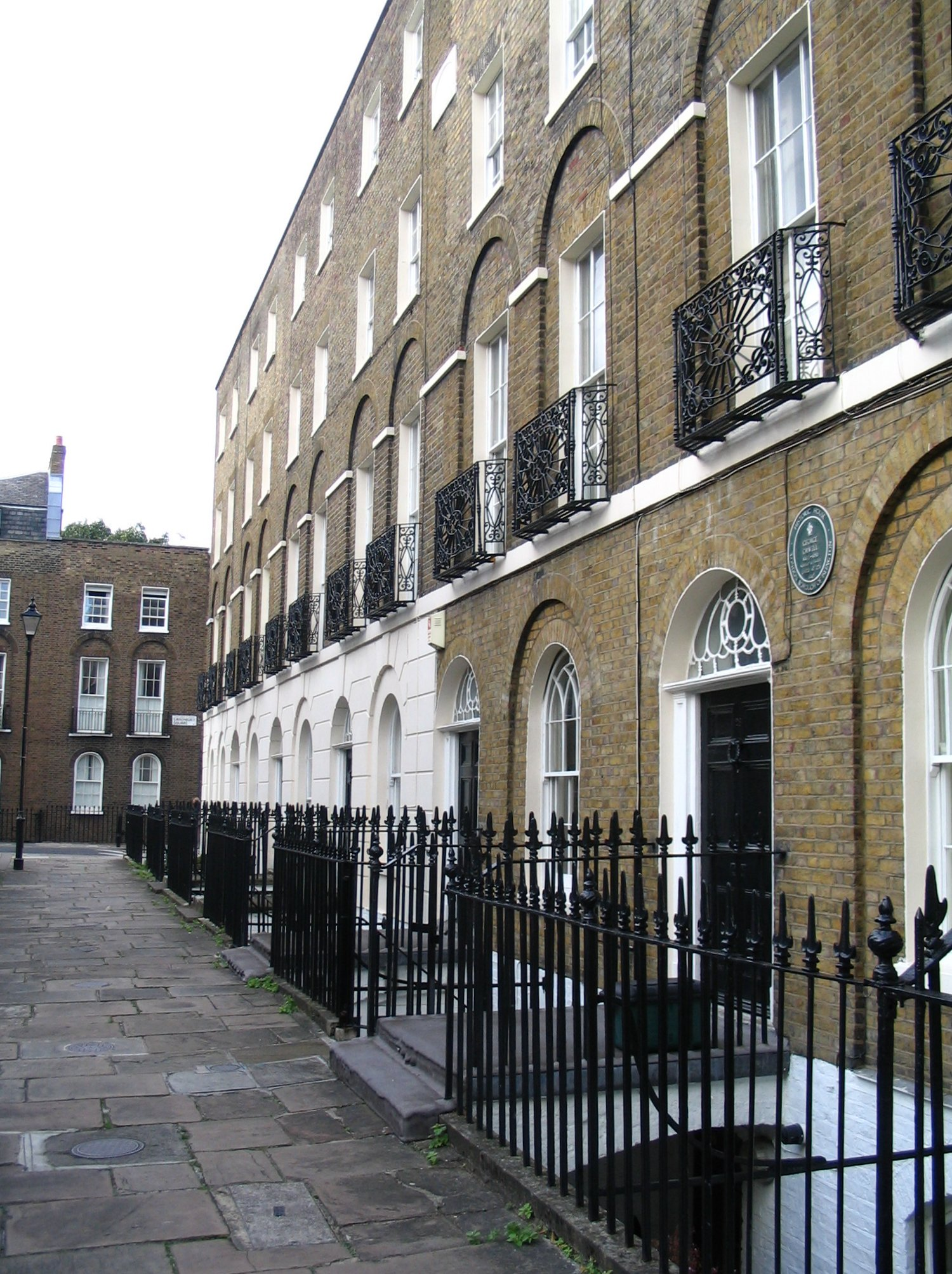
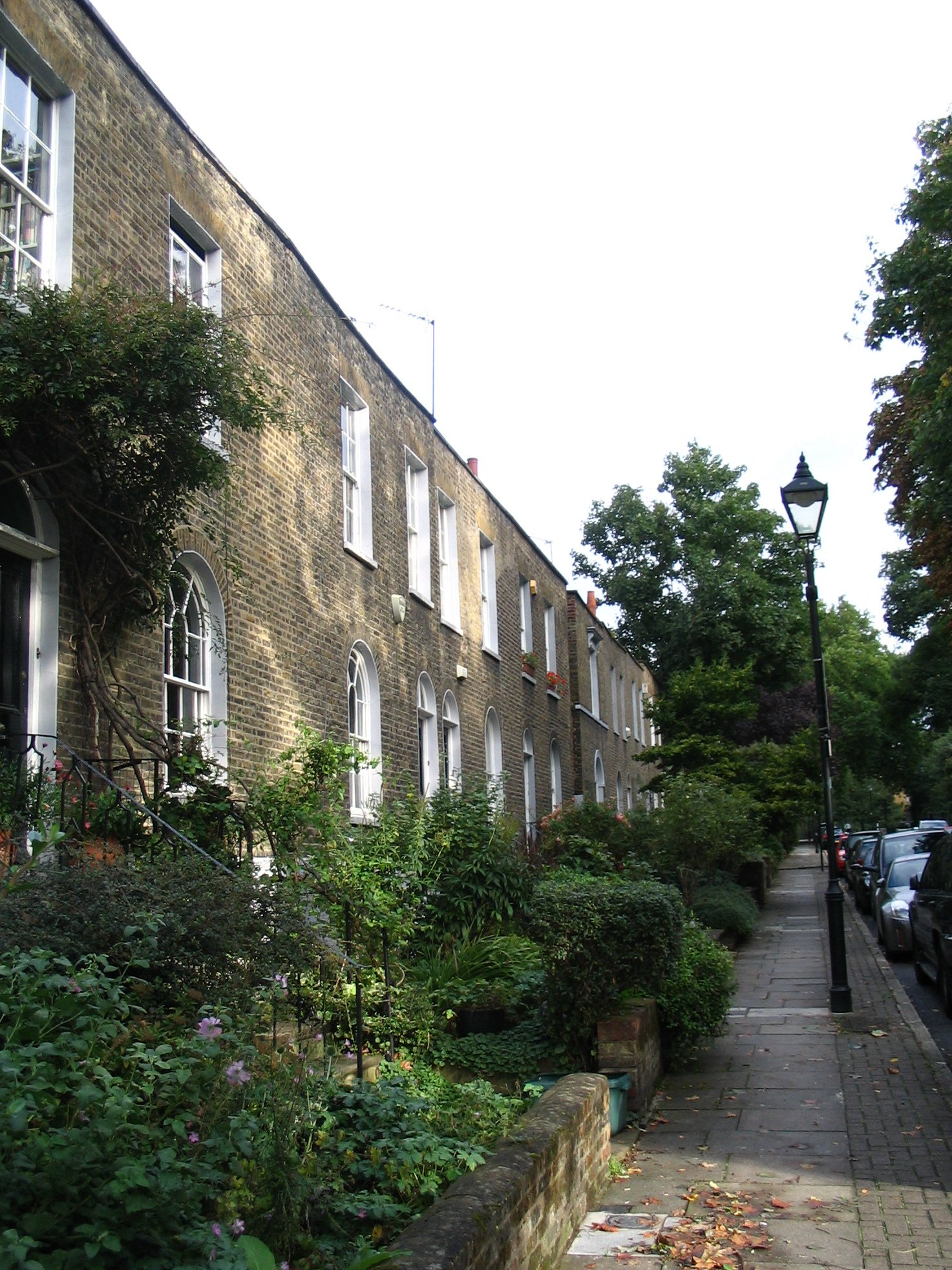
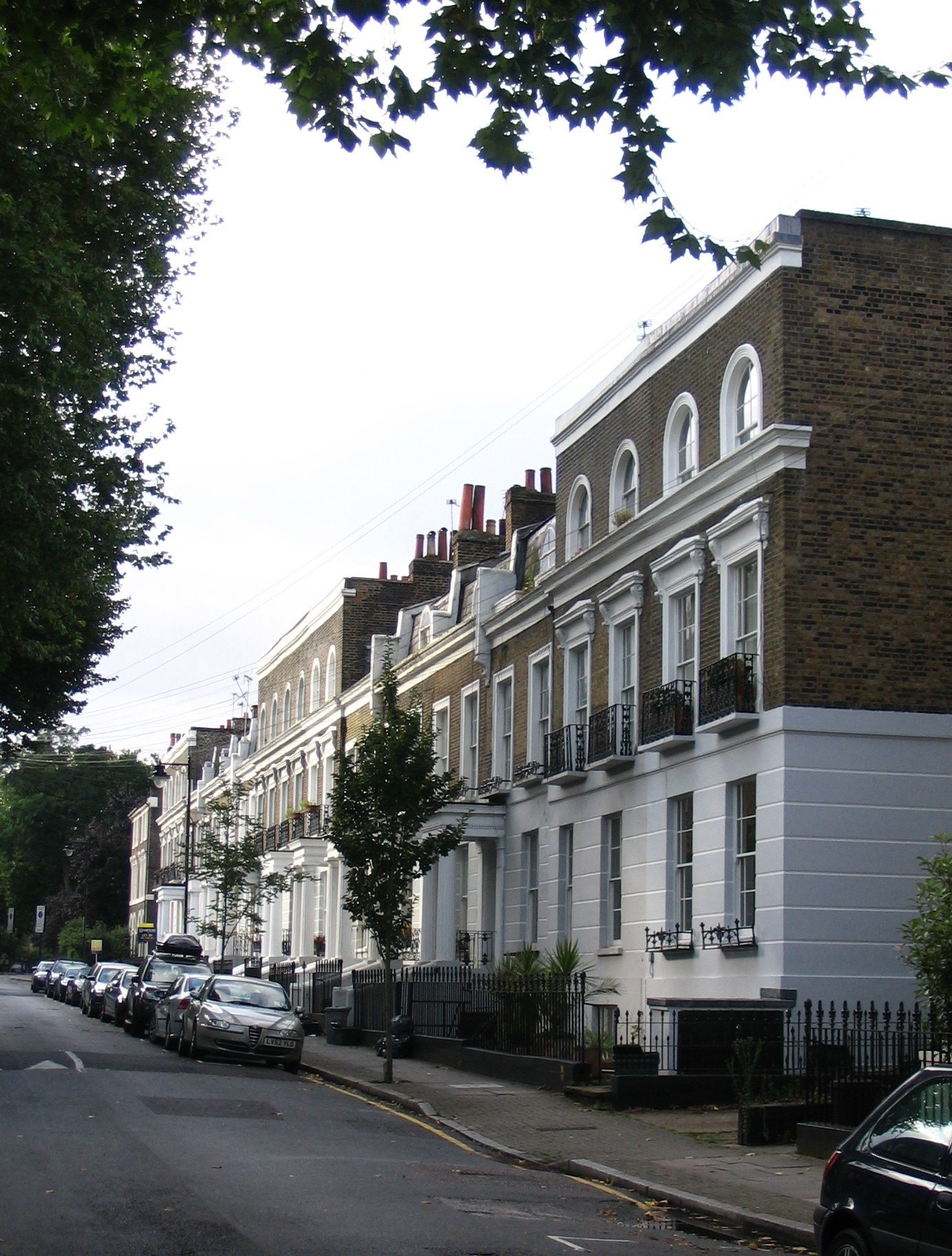
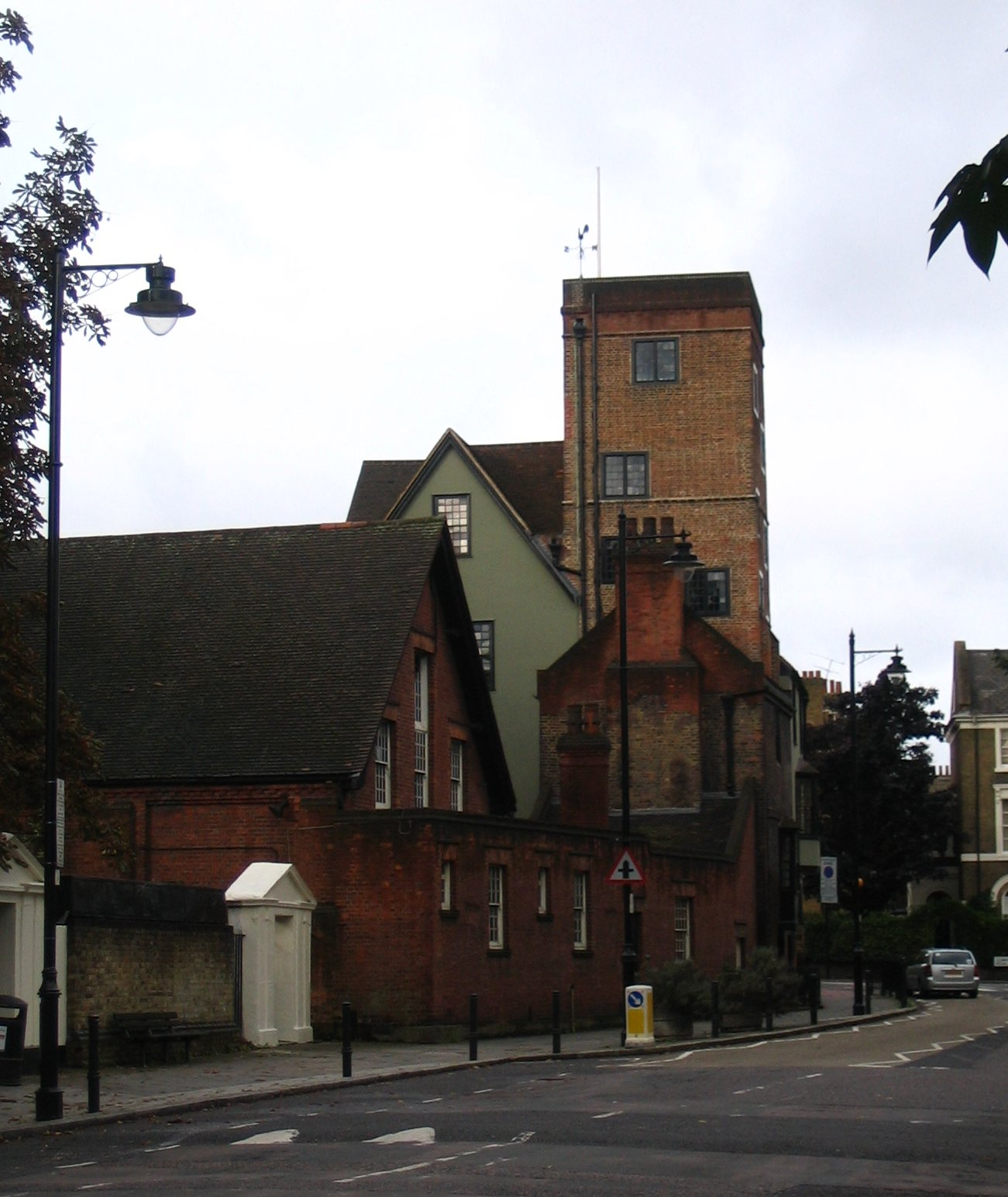

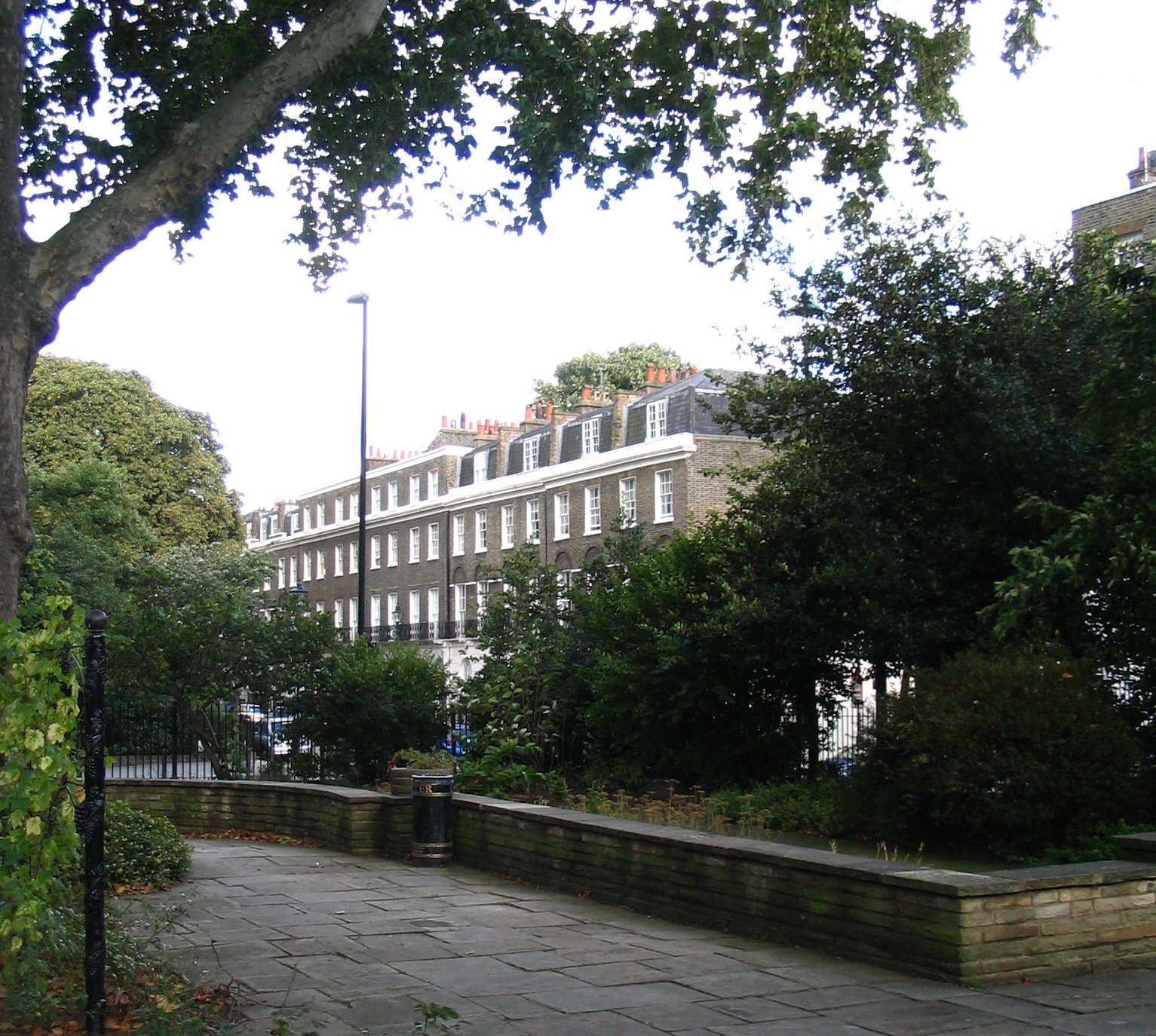
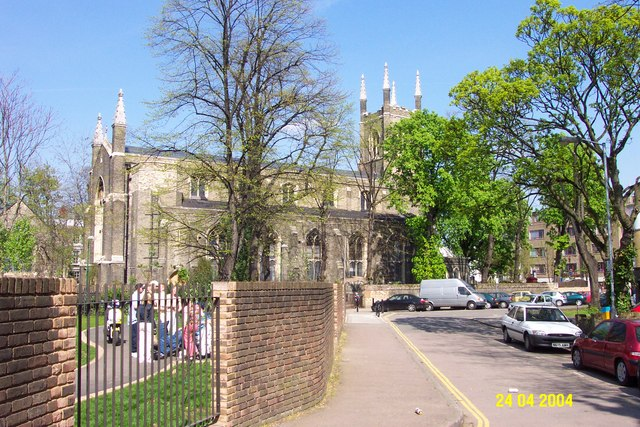